# 法雷島
法雷島（英語：Faray）是蘇格蘭的島嶼，位於伊迪島和韋斯特雷島之間的大西洋海域，屬於奧克尼群島的一部分，面積1.8平方公里，島上無人居住。
59°13′N 2°49′W / 59.217°N 2.817°W